# Æbeløgård
Æbeløgård er en gammel gård, som nævnes første gang i 1231, da øen tilhørte kronen. Gården ligger på Æbelø i Klinte Sogn, Skam Herred, Nordfyns Kommune.
Æbeløgård Gods er på 275 hektar

## Ejere af Æbeløgård
- (1231-1578) Kronen
- (1578) Magdalene Sehested gift Podebusk
- (1578-1600) Claus Podebusk
- (1600-1623) Mourids Podebusk
- (1623-1726) Borgere i Bogense
- (1726-1756) Ivar Andersen
- (1756-1762) Ivarsdatter Andersen gift von Heinen
- (1762-1782) A. C. von Heinen
- (1782-1795) Joachim greve von Moltke
- (1795-1810) Ulrik Vilhelm greve Roepstorff
- (1810-1813) Christian Alexander greve von Petersdorff
- (1813-1839) Gregers Christian Frederik greve von Petersdorff
- (1839-1846) Ulrik Vilhelm greve von Petersdorff
- (1846-1915) Christian Alexander greve von Petersdorff
- (1915-1919) Paul Ludvig Peter greve von Petersdorff
- (1919-1920) Theodor Sigismund Wedel-Heinen
- (1920-1923) E. Glückstadt
- (1923-1955) T. Hofman Olsen
- (1955-1995) A/S Æbelø v/a Erik Wilhelm Grevenkop-Castenschiold
- (1995-) Aage V. Jensens Fonde